# Фроляк, Богдана Алексеевна
Богдана Алексеевна Фроляк (5 мая 1968, с. Видинев, Ивано-Франковская область) — украинский композитор. Заслуженный деятель искусств Украины (2024). Лауреат Национальной премии Украины имени Тараса Шевченко (2017).

## Биография
Начальное музыкальное образование Богдана Фроляк получала в родном селе под руководством Василия Алексеевича Куфлюка — сельского учителя, который получил педагогическое и музыкальное образование в Варшаве и разработал собственную методику выработки абсолютного слуха у детей. Куфлюк организовал театральный кружок, где играла мама композитора. В Куфлюка училась также старшая сестра композитора Анна Гаврилец.
В 1986 году закончила Львовскую музыкальную школу-интернат им. С. Крушельницкой в классах фортепиано, теории музыки и композиции . В 1991 году окончила композиторский факультет Львовской государственной музыкальной академии им. Н. Лысенко у профессоров Владимира Флиса и Мирослава Скорика . В 1998 окончила ассистентуру-стажировку этого же вуза (сейчас — Львовская национальная музыкальная академия). В 2009 году стажировалась на кафедрах композиции и современной музыки и джаза Краковской Музыкальной Академии .
С 1991 года — преподаватель кафедры композиции в Львовской национальной музыкальной академии имени Николая Лысенко.
По решению комитета Национальной премии Украины имени Тараса Шевченко стала победителем в номинации «Музыкальное искусство» за произведения: симфония-реквием «Праведная душа …», хоровая кантата «Цвет» и музыкальное произведение «Приснится сон мне» . Это решение комитета утвержденное Указом Президента Украины.

## Основные произведения
- оркестровые
  - симфония № 1 Orbis Terrarum — 1998;
  - симфония № 2 — 2009;
  - Концерт для фортепиано с оркестром — 2012;
  - Концерт для кларнета с оркестром — 2004—2005;
  - Концерт для фортепиано с оркестром (для детских рук) — 2000;
  - «В воздухах плавают леса …» на тексты В. Стефаника и Назара Гончара для кларнета, виолончели, фортепиано, смешанного хора и струнных — 2002;
  - Vestigia для скрипки, альта и струнных — 2003;
  - Kyrie eleison для смешанного хора и струнных — 2004;
  - Daemmerung для кларнета и струнных — 2005;
  - Agnus Dei для смешанного хора и струнных — 2006;
  - Jak modlitwa на текст Адама Загаевский для сопрано и малого симфонического оркестра — 2007;
  - Просветление для виолончели и струнных — 2006;

- Камерные и сольные
  - "… как же вы говорите душе моей: " улетай на гору вашу, как птица? "" (Псалом) для флейты, альтовой флейты, кларнета, басового кларнета, альтового саксофона (в первоначальной редакции — английский рожок), скрипки, альта и виолончели — 2001;
  - Stück для фортепиано — 2004;
  - Партита-медитация для двух скрипок — 2007;
  - Lamento для фортепианного трио — 2008;
  - Сюита in C для виолончели и фортепиано — 2008;
  - Инвенции для восьми виолончелей — 2009;

## Стипендии и награды
- стипендии:

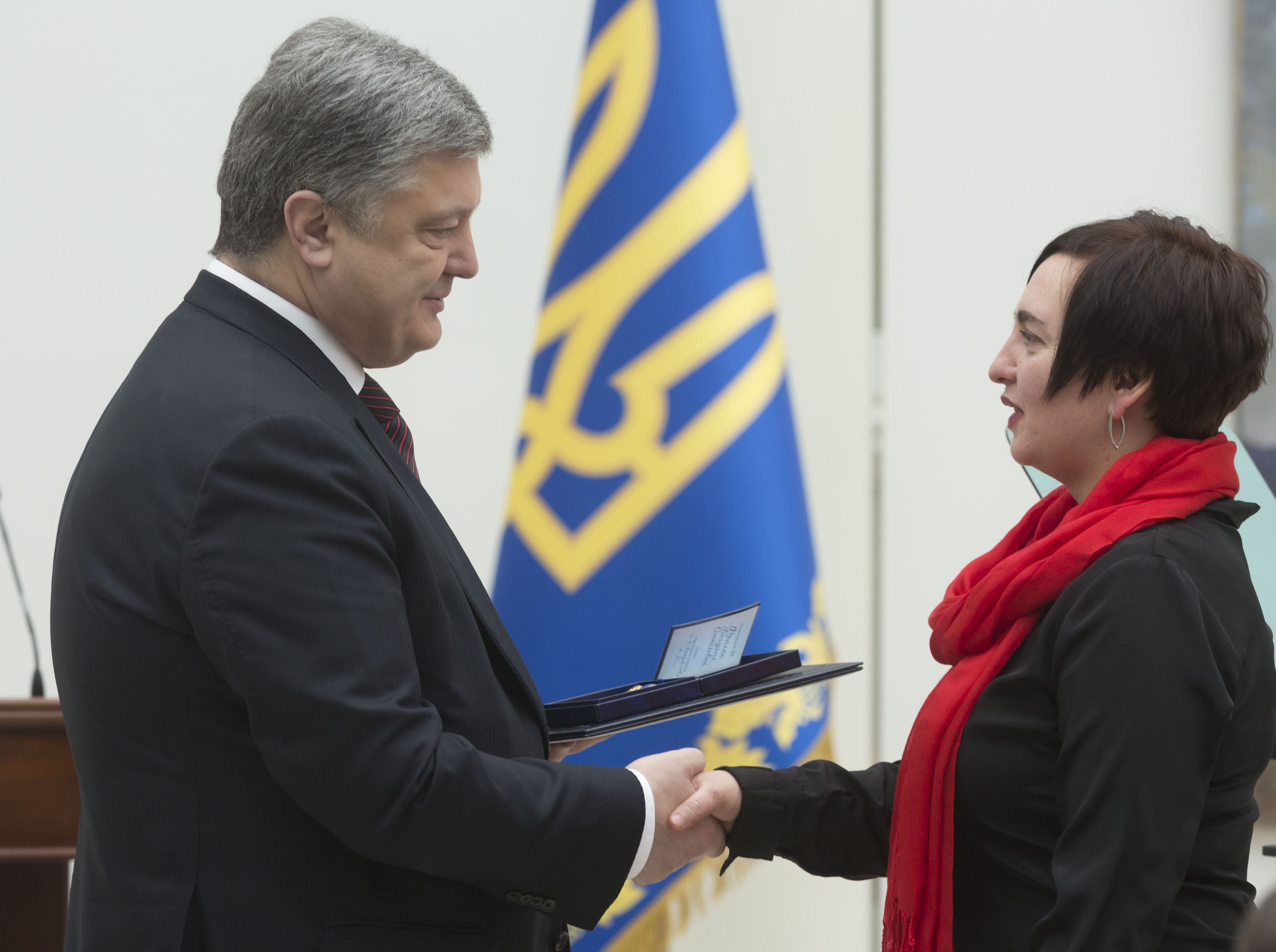
Президент Украины Петр Порошенко вручает Богдане Фролик Национальной премии Украины имени Тараса Шевченко 2017

  - 2001 — стипендия Фонда Поклонников Варшавской Осени и фонда Ernst von Siemens Musikstiftung[6] ;
  - 2004 — стипендия Gaude Polonia от Министра Культуры Польши[7] ;

- награды:
  - 2000 — государственная премия Национального союза композиторов и Министерства культуры Украины им. Л. Ревуцкого в области композиции[4] ;
  - 2005 — государственная премия Национального союза композиторов и Министерства культуры Украины им. Б. Лятошинского в области композиции ;
  - Национальная премия Украины имени Тараса Шевченко 2017 года — за музыку на произведения Тараса Шевченко: Симфония-реквием «Праведная душа …», Хоровая кантата «Цвет», музыкальное произведение «Приснится сон мне»[8].
- Заслуженный деятель искусств Украины (18 ноября 2024 года) — за мужество и самоотверженность, проявленные в защите государственного суверенитета и территориальной целостности Украины, весомый личный вклад в развитие различных сфер общественной жизни в условиях военного положения, добросовестное выполнение профессиональной обязанности[1]